# 鳥嶼福德宮
鳥嶼福德宮，臺灣澎湖縣廟宇，白沙鄉鳥嶼村公廟（鳥嶼），赤崁澳角頭廟，主祀福德正神。鳥嶼又稱福德宮為前廟，乃相對於被稱後廟的金山殿。

## 沿革
「鳥嶼」位處澎湖縣白沙島東海海域，根據清領時期康熙卅五年（1696年）高拱乾刊行的《臺灣府志》，鳥嶼係因鳥群終年四季聚集翱翔島畔，因而得名，但為現已因生態開發改變，島上海鳥棲息數量已大不如前。鳥嶼居民主要由金門、白沙本島赤崁村遷居而來，在清領時期屬「赤崁澳」下轄澳社，即「鳥嶼社」，延續至日治時期改隸「頂山澳務署」，改稱「鳥嶼鄉」，後又屬「白沙庄」管轄；1945年二戰結束之後，作白沙鄉鳥嶼村，延續迄今。
根據廟中碑文自述，鳥嶼福德宮開基於乾隆二十年（1755年）仲冬，相傳土地公為墾拓鳥嶼第一人，故當地奉土地公為主神，並配祀岳府千歲及薛府千歲。此外，根據甘村吉《澎湖的王爺信仰圖錄》一書，曾經介紹鳥嶼岳府千歲祭祀對象為南宋名將岳飛。
鳥嶼福德宮在清領時期、日治時期的修建紀錄不詳。民國50年（1966年），鳥嶼福德宮翻修，乃委請後窟潭大木匠師葉得令（1905年－2005年）設計與施作。民國72年（1983年）村民曾發起一次重建，耗資新台幣兩千一百六十餘萬元，並於民國76年（1987年）農曆十月落成。在民國七十年代（約1980年代），當地小法風氣頗盛，鳥嶼男性多少皆有學習過小法科儀的基礎。
民國97年（2008年），鳥嶼福德宮成立重建委員會，民國98年（2009年）農曆二月十六日動土興工，並於民國100年（2011年）農曆八月十二日舉辦落成大典，總工程經費為新台幣4980萬元。

## 交陪廟
與鳥嶼福德宮交往密切的有兩間交陪廟；一是白沙鄉的大赤崁龍德宮，肇因於地緣關係之外，鳥嶼不少先民係從赤崁村遷入、二是湖西鄉的湖西天后宮，湖西天后宮與大赤崁龍德宮互稱「表仔」，即表兄弟廟宇，兩廟交往的歷史可追溯活躍於乾隆、嘉慶年間的「開澎舉人」辛齊光時期，因這層淵源，鳥嶼遂亦與湖西天后宮結交往來，延續迄今。

## 圖輯

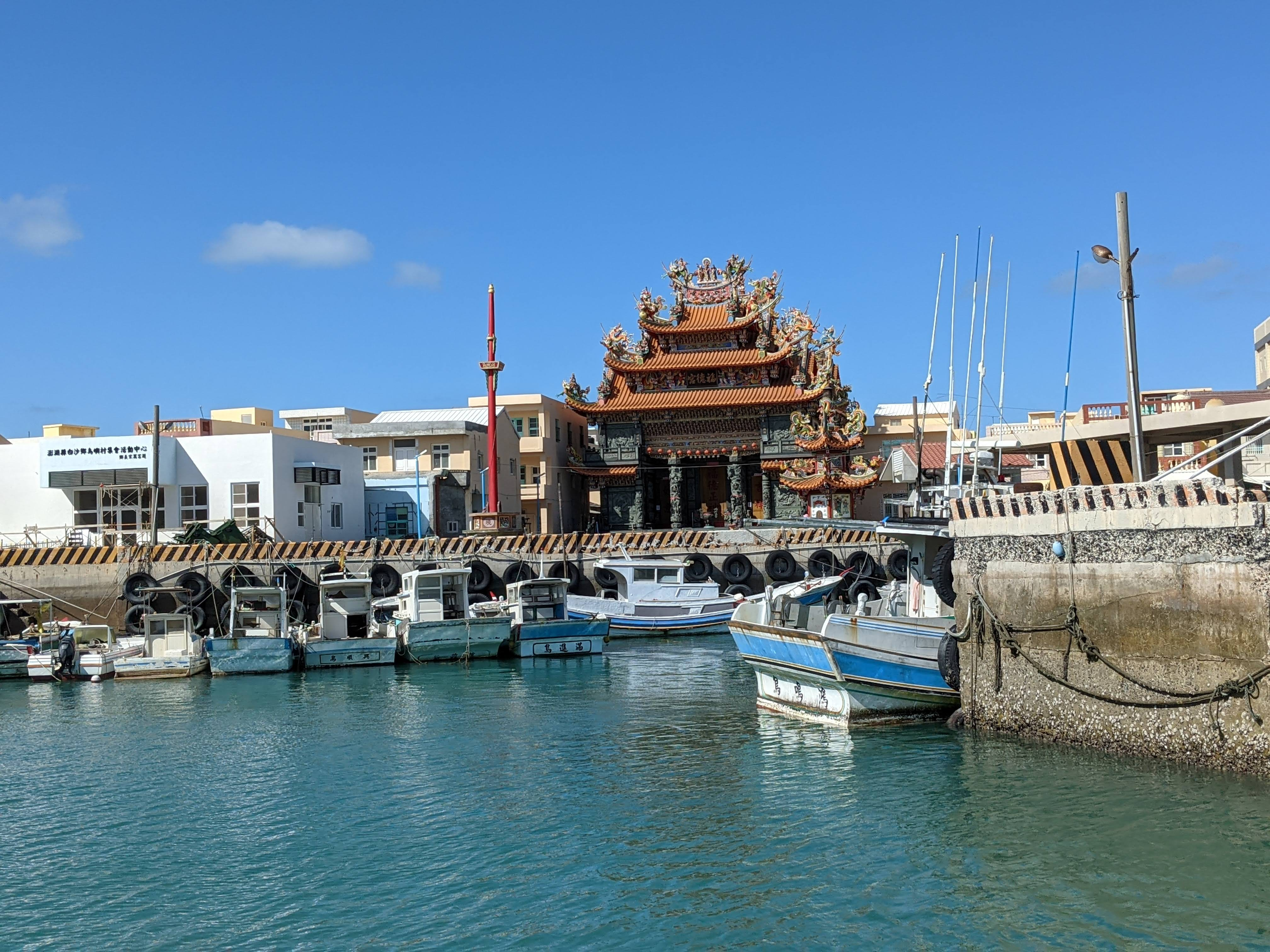
廟朝鳥嶼漁港
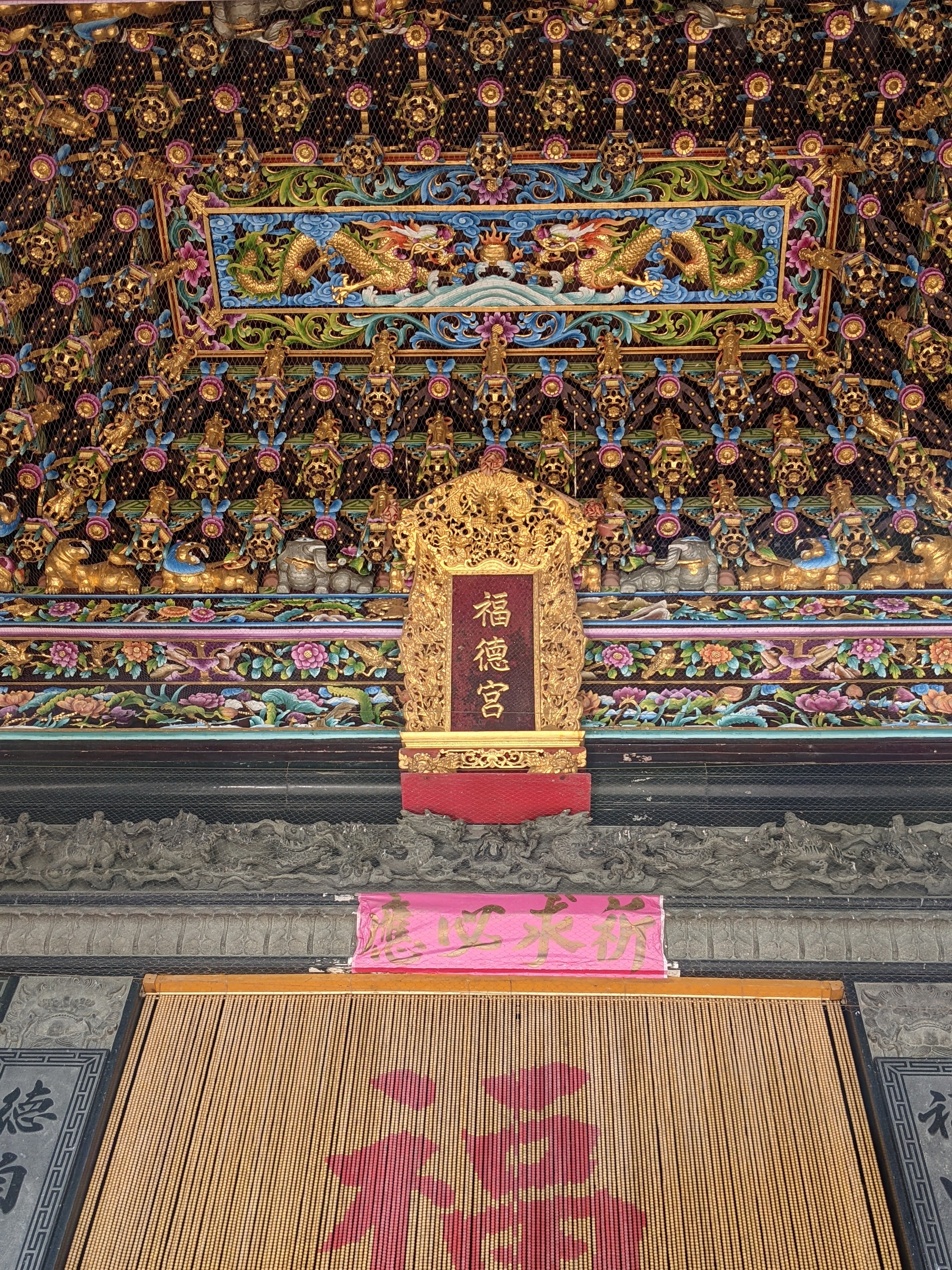
廟名額
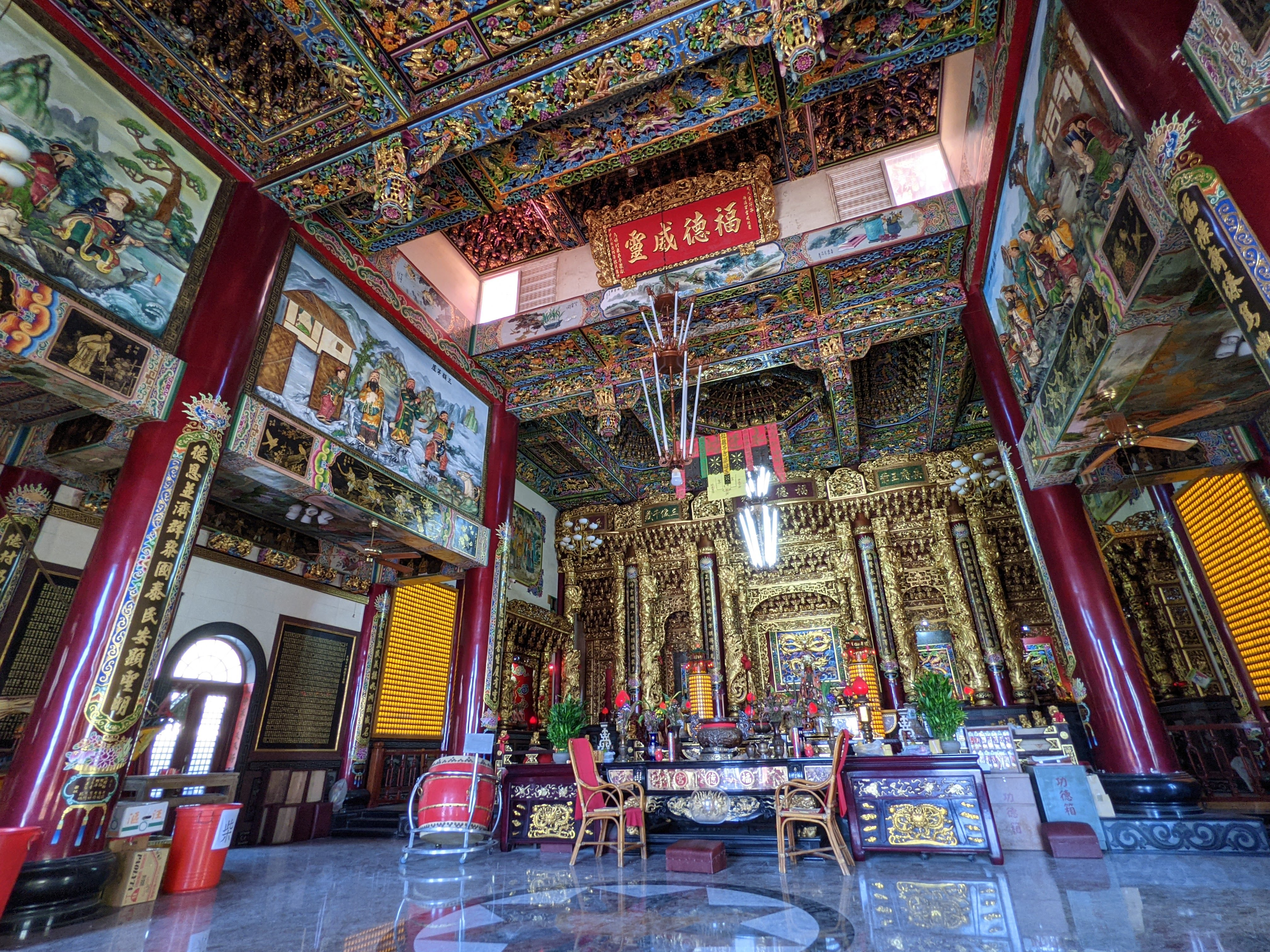
神明廳
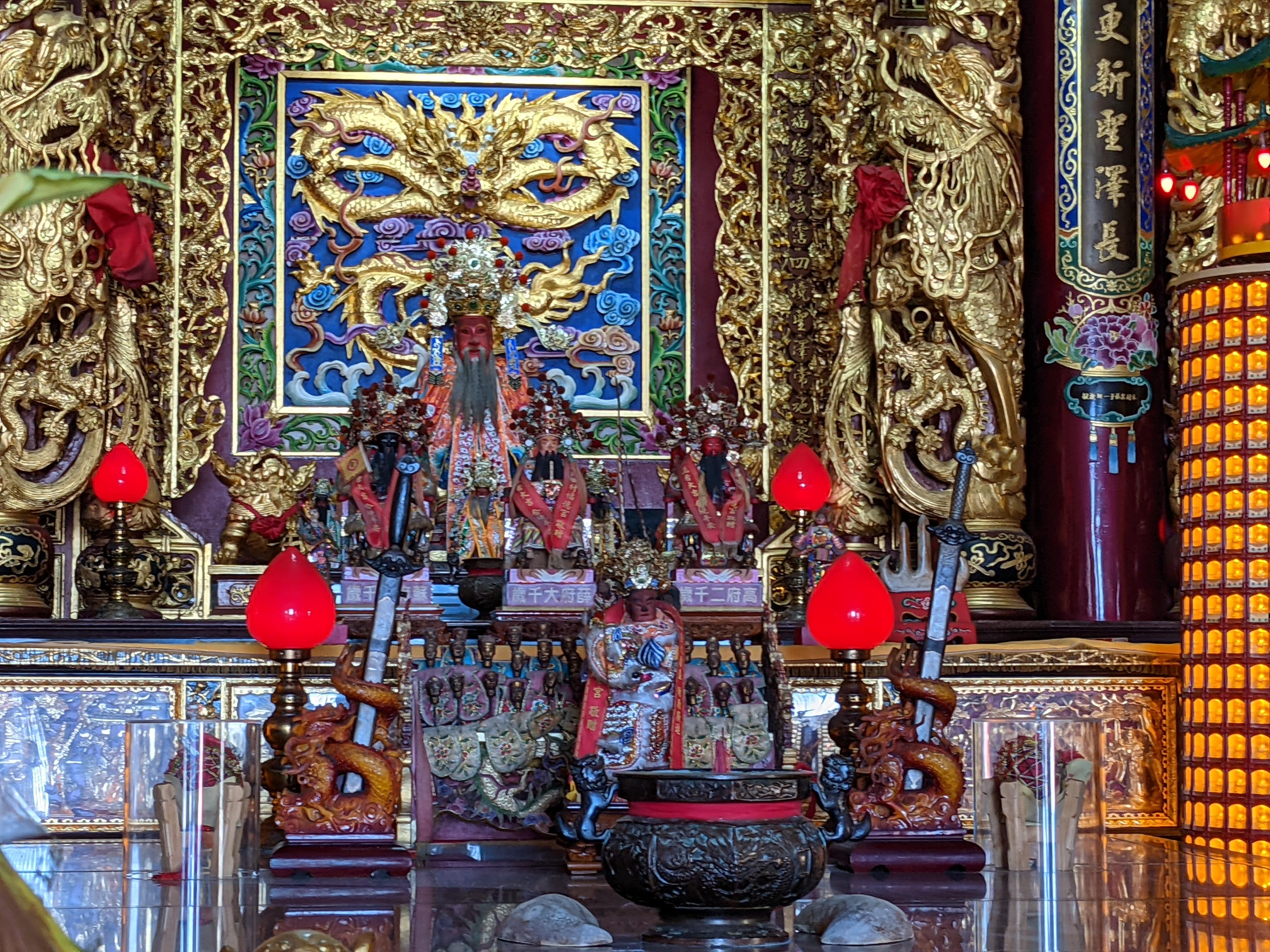
主神土地公像
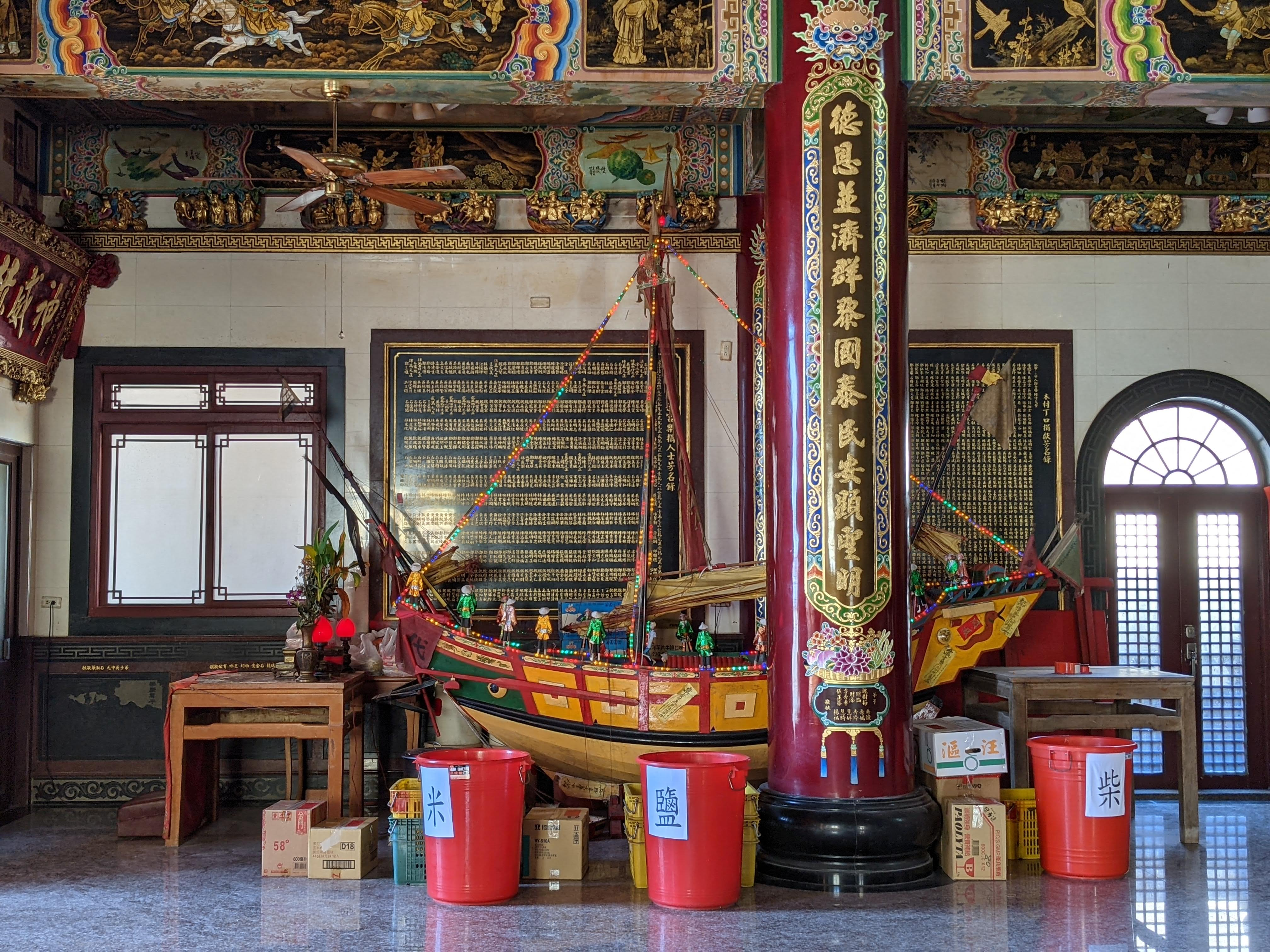
王船
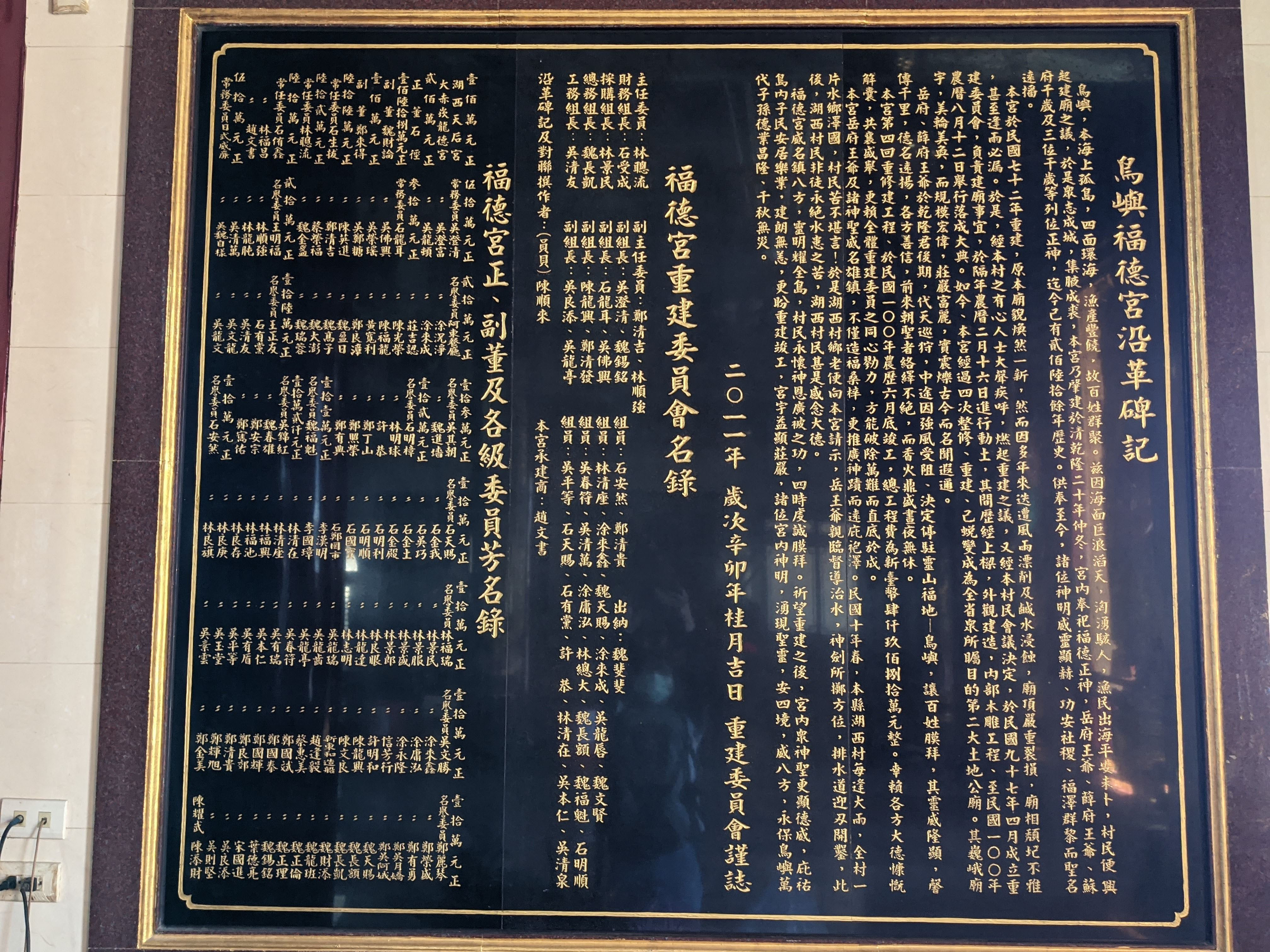
沿革碑記（2011年）

## 外部連結
- 澎湖鳥嶼福德宮的Facebook專頁